# Gleirschtal (Karwendel)
Das Gleirschtal ist ein Seitental des Hinterautals im Karwendel, welches im Westen von der Erlspitzgruppe, im Osten und im Norden von der Gleirsch-Halltal-Kette und im Süden von der Nordkette begrenzt wird.
Die Gleirsch-Halltal-Kette, eine der vier großen Gebirgsketten im Karwendel, wird gemäß einer vom „Erschließer des Karwendels“ Hermann von Barth begründeten Tradition, der zufolge die Gebirgsketten nach den jeweils im Süden liegenden Talschaften bezeichnet werden, nach dem teilweise im Südwesten der Gebirgskette verlaufenden Gleirschtal bzw. dem Halltal benannt.
Das Tal wird von dem nach Nordwesten fließenden Gleirschbach durchquert, der nördlich der Gleirschklamm in die aus dem Hinterautal kommende Isar mündet. 

## Geschichte
Das 3.200 Hektar große Jagdgebiet „Gleirschtal Öbf“ der Österreichischen Bundesforste wurde um 2014 an das Unternehmen Signa verpachtet. Im Jahr 2015 wurde das dazugehörige Jagdhaus abgerissen und neu gebaut. Der Pachtvertrag soll 2024 vorzeitig aufgelöst werden.

## Stützpunkte
Im Gleirschtal befindet sich die Möslalm (1262 m ü. A.), die sich als Stützpunkt für Tourenziele in der Erlspitzgruppe, den Gipfeln der westlichen Gleirsch-Halltal-Kette und der Nordkette anbietet.

## Tourenmöglichkeiten
Der Fahrweg ist für den öffentlichen Verkehr gesperrt. Beliebt ist das Gleirschtal bei Mountainbikern, die als Ziel ihrer Touren entweder die Möslalm oder nach einer Auffahrt durch das südöstlich folgende Samertal die Pfeishütte (1922 m ü. A.) wählen.

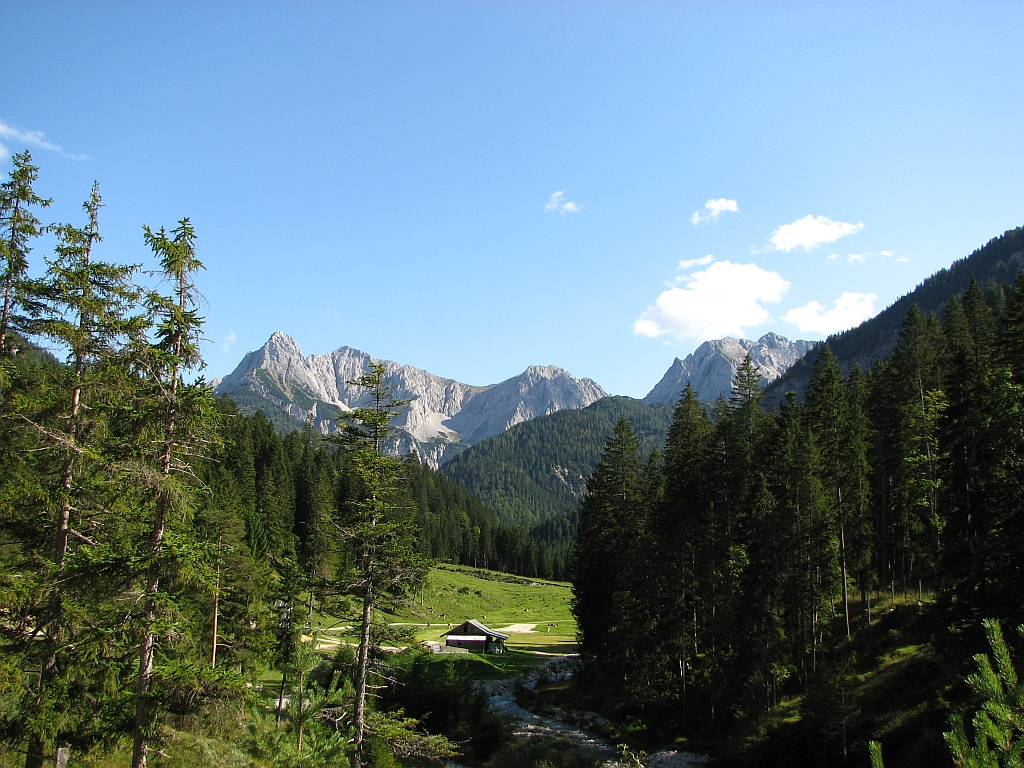
Im Gleirschtal, Blickrichtung Süden
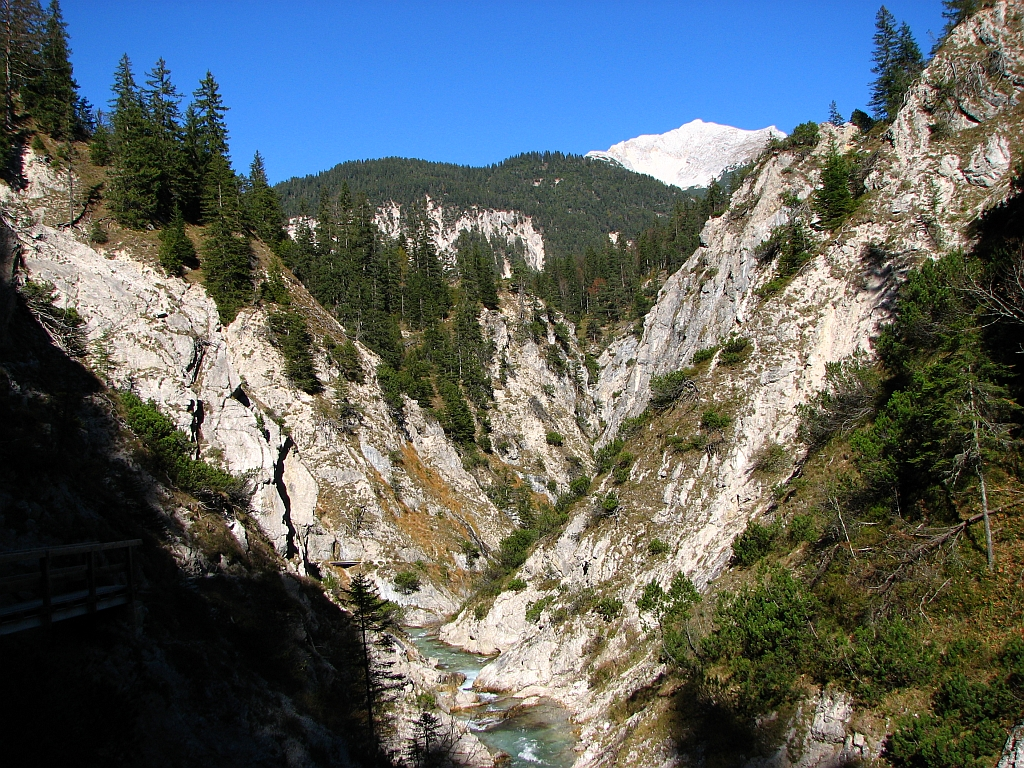
Der Gleirschbach in der Gleirschklamm